# Archie Hamilton, Baron Hamilton of Epsom

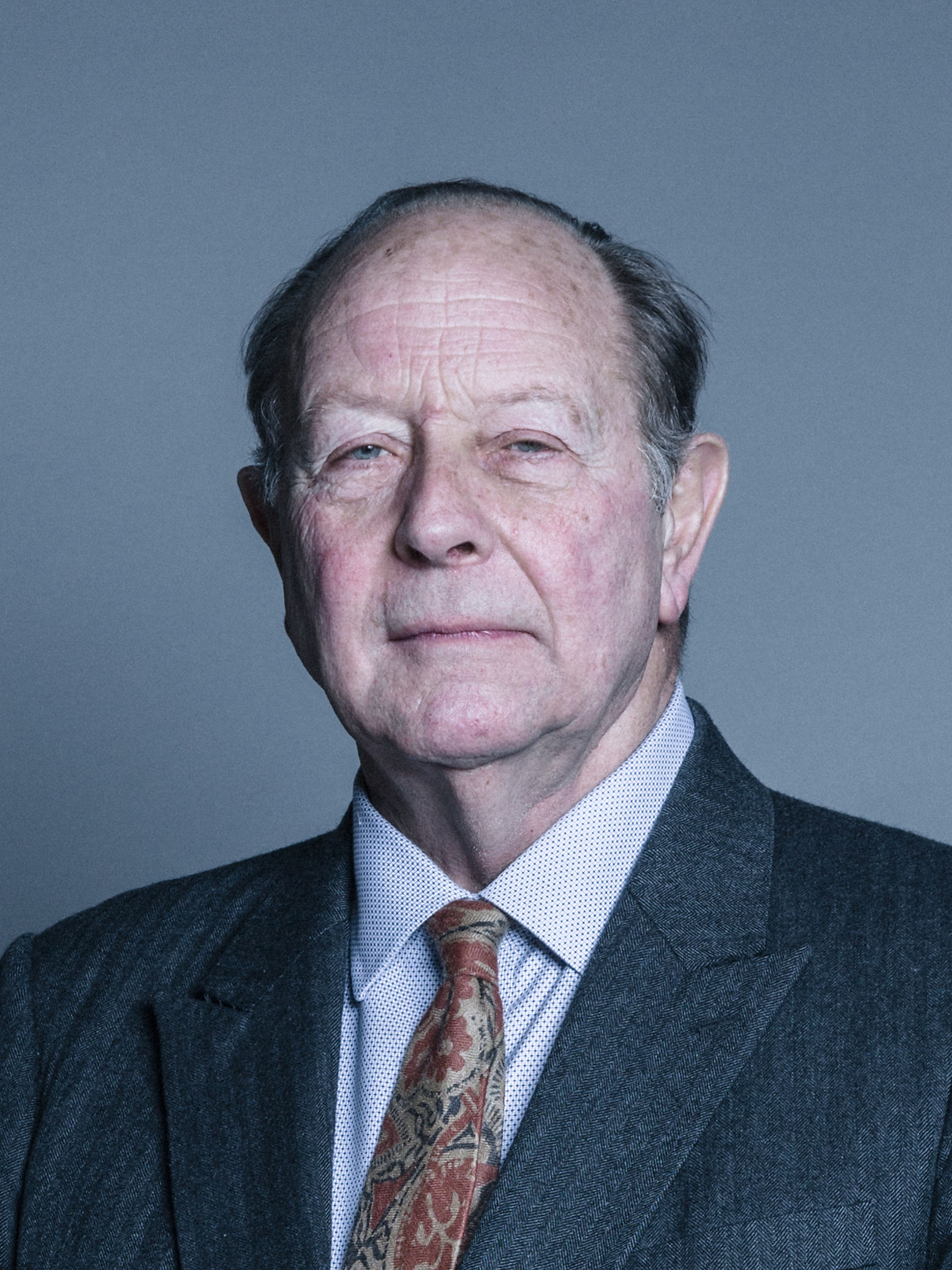
Archie Hamilton, Baron Hamilton of Epsom

Archibald Gavin Hamilton, Baron Hamilton of Epsom, PC (* 30. Dezember 1941) ist ein britischer Politiker der Conservative Party und Life Peer.

## Jugend und Ausbildung
Hamilton ist der zweite Sohn von John Hamilton, 3. Baron Hamilton of Dalzell und jüngerer Bruder von James Hamilton, 4. Baron Hamilton of Dalzell. Er wurde geboren auf Beckington Castle, Beckington, Somerset, dem Landhaus seiner Eltern. Er ging auf das Eton College.

## Politische Karriere
Hamilton war von 1978 bis 2001 Abgeordneter im House of Commons für den Wahlkreis Epsom and Ewell. Er war von 1986 bis 1993 Juniorminister im Verteidigungsministerium und wurde später Vorsitzender des 1922-Komitee. Er war auch eines der ersten Mitglieder des Montagsclubs und war im Jahr 1996 Vorsitzender von dessen Verteidigungspolitikgruppe. Am 13. Mai 2005 wurde bekanntgegeben, dass er zum Life Peer erhoben werde; am 17. Juni 2005 wurde er Baron Hamilton of Epsom, of West Anstey in the County of Devon.

## Persönliches
Lord Hamilton ist Bridgespieler. Er ist Mitglied des Lords bridge team und der All Party Parliamentary Bridge Group.